# Сосьєдад Депортіво Кіто
«Сосьєда́д Депорті́во Кі́то» (ісп. Sociedad Deportivo Quito) — еквадорський футбольний клуб з Кіто. Заснований 27 лютого 1955 року.

## Досягнення
- Чемпіон Еквадору (5): 1964, 1968, 2008, 2009, 2011